# یاتسک کوپچینسکی
یاتسک کوپچینسکی (لهستانی: Jacek Kopczyński؛ زادهٔ ۱۱ اوت ۱۹۷۱) بازیگر و صداگذار اهل لهستان است. او دانش‌آموختهٔ مدرسه ملی فیلم ووچ است.
از فیلم‌ها یا مجموعه‌های تلویزیونی که وی در آن‌ها نقش داشته است، می‌توان به یخ‌ژاله، خودِ زندگی، تاج پادشاهان، تاج پادشاهان، مادران، قانون حقیقی، کارول: مردی که پاپ شد و ع چون عشق اشاره نمود.

## مناقشه
در اواخر شب ۲۰ مه ۲۰۲۵، در رستوران هتل پوزلسکی، فردی تحت تأثیر الکل دو نماینده حزب قانون و عدالت، داریوش ماتسکی و کشیشتوف چیتسورا را به صورت فیزیکی مورد حمله قرار داد. پیش از این، گفته می‌شد که او اظهارات رکیکی علیه آنها مطرح کرده است، از جمله توهین به وزیر سابق دادگستری، زبیگنیو زیوبرو. یک روز بعد، در ارتباط با این حادثه، او به دو فقره نقض مصونیت جسمانی یک مقام دولتی متهم شد. کوپچینسکی اظهار بی‌گناهی کرد. طبق شهادت او، این نماینده مجلس داریوش ماتکی بود که به نماینده سابق مجلس زبیگنیو گیرژینسکی و شریک بازیگر توهین کرد که منجر به درگیری بین او و دو نماینده مجلس از حزب قانون و عدالت شد. طبق روایت او، در آن زمان نه او و نه هیچ‌کس دیگری مورد اصابت گلوله قرار نگرفتند.